# PEN catalán
El PEN català o Centro Catalán del PEN Club es la sección catalana del PEN Club Internacional. Fue constituido en Barcelona en abril de 1922 –solo un año después de que C.A. Dawson Scott fundara en Londres el PEN Internacional– por un pequeño grupo de escritores entre los que podemos citar a Josep Maria Millàs-Raurell, Josep Maria Batista i Roca, Josep M. López-Picó y Carles Riba. Desde el comienzo manifestó un gran dinamismo y entusiasmo y participó en buena parte de los congresos internacionales anuales. Presidido por Pompeu Fabra, organizó el XIII Congreso Internacional, que tuvo lugar en Barcelona en 1935 bajo la presidencia de H. G. Wells.
A pesar de la Guerra Civil, mantuvo una presencia activa en el Congreso internacional de 1937 en París y en los dos encuentros de 1938 en Praga y Londres, donde establecería su sede en el exilio. Durante los años del franquismo y la dictadura sirvió de aglutinador a los escritores y activistas del interior y del exilio para dar a conocer fuera de España la situación política a través de la literatura. Colaboraron los exiliados de Londres y de la Anglo-Catalan Society, como Josep M. Batista i Roca, que  era secretario, y Avel·lí Artís-Gener, Tísner. En 1973 abrió delegaciones en la Comunidad Valenciana y en las Islas Baleares, e incorporó escritores de las nuevas generaciones, como Josep Maria Benet i Jornet, Guillem-Jordi Graells, Maria Antònia Oliver Cabrer y Montserrat Roig.
En 1978 se organizó en Barcelona una Conferencia Internacional del PEN, presidida por Mario Vargas Llosa, en la cual se inauguró la relación PEN-UNESCO y fue creado el Comité de Programa y Traducciones. Un hito importante fue el 57º Congreso Mundial del PEN Club, la semana de San Jordi de 1992 en Barcelona. En 1996 organizó la Conferencia Mundial sobre los Derechos Lingüísticos, en la cual se aprobó la Declaración Universal de Derechos Lingüísticos. Durante los últimos años han sido secretarios Isidor Cònsul, Carles Torner, Sam Abrams y Carme Arenas.
PEN Català es responsable de programas como el del Escritor Acogido (adscrito en la Red Internacional de Ciudades de Refugio), de la revista Catalan Writing y de la web y revista sobre traducción literaria (Visado, revista digital de literatura y traducción).
En 2005 el PEN catalán recibió la Creu de Sant Jordi, y en 2010 el premio a la Trayectoria Internacional otorgado por la Generalidad de Cataluña.
El 2011 presentó el Manifiesto de Gerona sobre Derechos Lingüísticos.

## Presidentes
- Pompeu Fabra (1923-1928)
- Carles Riba (1928-1959)
- Josep Carner
- Josep Vicenç Foix
- Pere Quart (1973-1976)
- Josep Palau i Fabre (1976-1979)
- Maria Aurèlia Capmany (1979-1983)
- Jordi Sarsanedas (1983-2001)
- Dolors Oller (2001-2010)
- Carme Arenas Noguera (2010-2018)
- Àngels Gregori (2018-2022)
- Laura Huerga (2022-en el cargo)